# Want You Gone
〈Want You Gone〉은 2011년 비디오 게임 《포탈 2》의 엔딩 크레딧에서 사용된 노래로, 작사 및 작곡은 1편에서 Still Alive 라는 곡을 작곡한 조너선 콜턴이 하고 같은 게임의 등장인물 글라도스를 연기하기도 한 엘런 매클레인이 노래를 불렀다.